# Campeonato Catarinense de Futebol de 1999
O Campeonato Catarinense de Futebol de 1999 foi a 74ª edição do principal torneio de futebol de Santa Catarina, sendo vencida pelo Figueirense, após uma final com o principal clássico do estado: o Clássico de Florianópolis: Figueirense X Avaí.

## Primeira divisão

### Fórmula de disputa
Os 12 participantes jogaram em um grupo único. O campeonato foi dividido em três fases:
Turno: Os clubes jogaram todos contra todos em apenas um turno. Os 8 melhores colocados do grupo foram classificados para às quartas-de-final. As quartas-de-final foram disputadas em jogos de ida e volta, sendo que o primeiro colocado enfrentou o oitavo, o segundo o sétimo, o terceiro o sexto e o quarto o quinto. Os vencedores se classificaram para as semifinais, onde jogaram também ida e volta. Os vencedores se enfrentaram em uma final de 2 jogos e o vencedor desta foi classificado para a fase final.
Returno: Idêntico ao primeiro, com os jogos de volta.
Fase final: Os dois vencedores dos turnos mais os dois melhores colocados do campeonato (Turno mais returno - excluindo os jogos dos confrontos eliminatórios) foram classificados para esta fase. Estes jogaram semifinais de dois jogos. Os vencedores disputaram uma final de também dois jogos. O vencedor desta foi declarado Campeão Catarinense da Primeira Divisão de 1999 e ele e o vice-campeão foram classificados para a Copa do Brasil de 2000. O último colocado (turno+returno menos jogos eliminatórios) foi rebaixado à Segunda Divisão do Campeonato Catarinense de 2000.
Nas fases eliminatórias, vence o clube que somar mais pontos, independente do saldo de gols, caso haja empate, zera-se o placar e realiza-se uma prorrogação de 30 minutos, caso o empate persista, o melhor colocado das fases iniciais (de pontos corridos) do respectivo turno é classificado (caso esteja na fase final, o melhor colocado da classificação geral avança).

### Turno
| 1 | Figueirense        | 26 | 11 | 8 | 2 | 1  | 35 | 13 | +22 |
| 2 | Joinville          | 23 | 11 | 7 | 2 | 2  | 29 | 15 | +14 |
| 3 | Avaí               | 20 | 11 | 6 | 2 | 3  | 21 | 14 | +7  |
| 4 | Criciúma           | 18 | 11 | 5 | 3 | 3  | 30 | 15 | +15 |
| 5 | Chapecoense        | 17 | 11 | 5 | 2 | 4  | 16 | 20 | -4  |
| 6 | Tubarão            | 16 | 11 | 5 | 1 | 5  | 19 | 18 | +1  |
| 7 | Atlético Alto Vale | 15 | 11 | 4 | 3 | 4  | 20 | 18 | +2  |
| 8 | Fraiburgo          | 14 | 11 | 4 | 2 | 5  | 12 | 13 | -1  |
| 9 | Kindermann         | 13 | 11 | 3 | 4 | 4  | 15 | 20 | -5  |
| 10 | Lages              | 12 | 11 | 3 | 3 | 5  | 16 | 30 | -14 |
| 11 | Brusque            | 8  | 11 | 2 | 2 | 7  | 16 | 23 | -7  |
| 12 | Botafogo           | 3  | 11 | 1 | 0 | 10 | 10 | 40 | -30 |
| PG - pontos ganhos; J - jogos; V - vitórias; E - empates; D - derrotas; GP - gols pró; GC - gols contra; SG - saldo de gols |                    |    |    |   |   |    |    |    |     |

#### Quartas-de-final
As Quartas de Final foram disputadas em jogos de ida e volta, sendo que o melhor colocado da chave joga a partida de volta em casa.
| Time 1*            | Time 2      | Jogo 1 | Jogo 2 | Prorrogação |
| ------------------ | ----------- | ------ | ------ | ----------- |
| Fraiburgo          | Figueirense | 2-4    | 1-3    |             |
| Atlético Alto Vale | Joinville** | 3-1    | 1-2    | 0-0         |
| Tubarão            | Avaí**      | 3-1    | 2-3    | 1-1         |
| Chapecoense        | Criciúma**  | 1-0    | 1-3    | 0-0         |

* Os clubes citados primeiro tiveram a primeira partida jogada em casa, ou seja, tiveram pior colocação que o segundo citado
** Clubes classificados devido ao melhor desempenho na fase inicial 

#### Semi-finais
As semifinais foram disputadas em jogos de ida e volta, sendo que o melhor colocado da chave joga a partida de volta em casa.
| Time 1*  | Time 2      | Jogo 1 | Jogo 2 | Prorrogação |
| -------- | ----------- | ------ | ------ | ----------- |
| Criciúma | Figueirense | 2-2    | 1-0    |             |
| Avaí     | Joinville** | 1-0    | 0-3    | 0-0         |

* Os clubes citados primeiro tiveram a primeira partida jogada em casa, ou seja, tiveram pior colocação que o segundo citado
** Clube classificado devido ao melhor desempenho na fase inicial 
Itálico: Clubes classificados para a final.

#### Final
O melhor colocado na Primeira Fase (Figueirense) jogou a partida de volta em casa.
| Campeão     | Vice-Campeão | Jogo 1 | Jogo 2 | Prorrogação |
| ----------- | ------------ | ------ | ------ | ----------- |
| Figueirense | Joinville    | 1-1    | 2-2    | 1-1         |

- O Figueirense foi campeão devido ao melhor desempenho na fase inicial. Assim, este avançou à Fase Final.

### Returno
| 1 | Avaí               | 24 | 11 | 7 | 3 | 1 | 25 | 7  | +18 |
| 2 | Criciúma           | 23 | 11 | 7 | 2 | 2 | 17 | 7  | +10 |
| 3 | Fraiburgo          | 22 | 11 | 7 | 1 | 3 | 19 | 12 | +7  |
| 4 | Figueirense        | 22 | 11 | 6 | 4 | 1 | 20 | 8  | +12 |
| 5 | Joinville          | 20 | 11 | 6 | 2 | 3 | 18 | 13 | +5  |
| 6 | Chapecoense        | 17 | 11 | 5 | 2 | 4 | 16 | 12 | +4  |
| 7 | Kindermann         | 14 | 11 | 4 | 2 | 5 | 17 | 20 | -3  |
| 8 | Tubarão            | 13 | 11 | 3 | 4 | 4 | 11 | 9  | +2  |
| 9 | Brusque            | 12 | 11 | 3 | 3 | 5 | 10 | 19 | -9  |
| 10 | Lages              | 7  | 11 | 2 | 1 | 8 | 10 | 23 | -13 |
| 11 | Atlético Alto Vale | 6  | 11 | 1 | 3 | 7 | 6  | 17 | -11 |
| 12 | Botafogo           | 4  | 11 | 1 | 1 | 9 | 14 | 36 | -22 |
| PG - pontos ganhos; J - jogos; V - vitórias; E - empates; D - derrotas; GP - gols pró; GC - gols contra; SG - saldo de gols |                    |    |    |   |   |   |    |    |     |

#### Quartas de Final
As Quartas de Final foram disputadas em jogos de ida e volta, sendo que o melhor colocado da chave joga a partida de volta em casa.
| Time 1*     | Time 2        | Jogo 1 | Jogo 2 | Prorrogação |
| ----------- | ------------- | ------ | ------ | ----------- |
| Chapecoense | Fraiburgo     | 2-1    | 2-1    |             |
| Kindermann  | Criciúma      | 1-5    | 4-0    |             |
| Tubarão     | Avaí          | 2-1    | 1-1    |             |
| Joinville   | Figueirense** | 3-2    | 1-2    | 1-1         |

* Os clubes citados primeiro tiveram a primeira partida jogada em casa, ou seja, tiveram pior colocação que o segundo citado. A exceção foi o Joinville, que havia sido punido por causa de confusão na torcida, no jogo contra o Figueirense, que terminou, aos 67 minutos, com o placar de 1 a 0 para o alvinegro. Assim, o tricolor do norte perdeu dois mandos de campo, um contra o Tubarão (disputado em Rio do Sul) e este jogo das quartas de final, disputado em Florianópolis.  

** Clube classificado devido ao melhor desempenho na fase inicial 

#### Semi-Finais
As semifinais foram disputadas em jogos de ida e volta, sendo que o melhor colocado da chave joga a partida de volta em casa.
| Time 1*     | Time 2        | Jogo 1 | Jogo 2 | Prorrogação |
| ----------- | ------------- | ------ | ------ | ----------- |
| Chapecoense | Criciúma      | 0-1    | 0-4    |             |
| Tubarão     | Figueirense** | 1-3    | 3-2    | 0-0         |

* Os clubes citados primeiro tiveram a primeira partida jogada em casa, ou seja, tiveram pior colocação que o segundo citado
** Clube classificado devido ao melhor desempenho na fase inicial 
Itálico: Clubes classificados para a final.

#### Final
O melhor colocado na Primeira Fase (Criciúma) jogou a partida de volta em casa.
| Campeão  | Vice-Campeão | Jogo 1 | Jogo 2 | Prorrogação |
| -------- | ------------ | ------ | ------ | ----------- |
| Criciúma | Figueirense  | 1-2    | 3-2    | 1-0         |

- O Criciúma foi campeão devido ao melhor desempenho na fase inicial. Assim, este avançou à Fase Final.

### Classificação Geral
| 1 | Figueirense        | 48 | 22 | 14 | 6 | 2  | 55 | 21 | +34 |
| 2 | Avaí               | 44 | 22 | 13 | 5 | 4  | 46 | 21 | +25 |
| 3 | Joinville          | 43 | 22 | 13 | 4 | 5  | 47 | 28 | +19 |
| 4 | Criciúma           | 41 | 22 | 12 | 5 | 5  | 47 | 22 | +25 |
| 5 | Fraiburgo          | 36 | 22 | 11 | 3 | 8  | 31 | 25 | +6  |
| 6 | Chapecoense        | 34 | 22 | 10 | 4 | 8  | 32 | 32 | 0   |
| 7 | Tubarão            | 29 | 22 | 8  | 5 | 9  | 30 | 27 | +3  |
| 8 | Kindermann         | 27 | 22 | 7  | 6 | 9  | 32 | 40 | -8  |
| 9 | Atlético Alto Vale | 21 | 22 | 5  | 6 | 11 | 26 | 35 | -9  |
| 10 | Brusque            | 20 | 22 | 5  | 5 | 12 | 26 | 42 | -16 |
| 11 | Lages              | 19 | 22 | 5  | 4 | 13 | 26 | 53 | -27 |
| 12 | Botafogo           | 7  | 22 | 2  | 1 | 19 | 24 | 76 | -42 |
| PG - pontos ganhos; J - jogos; V - vitórias; E - empates; D - derrotas; GP - gols pró; GC - gols contra; SG - saldo de gols |                    |    |    |    |   |    |    |    |     |

|  |                                                      |
|  | Classificados às fases finais                        |
|  | Classicados às fases finais por vencer um dos turnos |
|  | Rebaixado à Segunda Divisão de 2000                  |

### Fase Final

#### Semifinais
As semifinais foram disputadas em jogos de ida e volta, sendo que o melhor colocado da chave joga a partida de volta em casa.
| Time 1*   | Time 2      | Jogo 1 | Jogo 2 |
| --------- | ----------- | ------ | ------ |
| Joinville | Figueirense | 0-1    | 1-1    |
| Criciúma  | Avaí        | 0-0    | 2-3    |

* Os clubes citados primeiro tiveram a primeira partida jogada em casa, ou seja, tiveram pior colocação que o segundo citado.ll>
** Clube classificado devido ao melhor desempenho na fase inicial 

#### Final
O melhor colocado na Primeira Fase (Figueirense) jogou a partida de volta em casa.
| Campeão     | Vice-Campeão | Jogo 1 | Jogo 2 | Prorrogação |
| ----------- | ------------ | ------ | ------ | ----------- |
| Figueirense | Avaí         | 0-2    | 2-1    | 0-0         |

- Finais

## Primeiro jogo
```
    Data: 21.07.1999
    Local: Florianópolis, Aderbal Ramos da Silva
    AVAÍ 2-0 FIGUEIRENSE (1-0)
    AVAÍ: Miguel; Fantick, Mano, Jeferson Douglas and César Souza (Artur); Regis,
          Dirlei (Serginho), Helton e Grizzo; Alex Rossi e Dão (Cleber Rocha). TÉCNICO:
          Cuca.
    FIGUEIRENSE: Maurício; Edinho, Carlinhos, Polaco e Pedro Aruba; Perivaldo,
                 Daniel Frasson (Claudiomir), Toto (Toninho) e Fernandes (Zé Renato);
                 Genílson e Aldrovani. TÉCNICO: Abel Ribeiro.
    JUIZ: Osvaldo Meira Júnior, auxiliares: Clésio Moreira dos Santos e Giuliano Bozzano
```

```
    GOLS: 1º TEMPO - Alex Rossi (40 min). 2º tempo: Dão (18 min).
    PÚBLICO: 20.425
```

## Segundo jogo
```
    Data:25.07.1999
    Local: Florianópolis, Orlando Scarpelli
    FIGUEIRENSE 2-1 AVAÍ (0-0), 0-0 na prorrogação
    FIGUEIRENSE: Maurício; Pedro Aruba, Carlinhos, Polaco (Alexandre Rosa) e
                 Denys; Perivaldo, Valdeir, Zé Renato (Claudiomir) e Júlio César (Toninho);
                 Genílson e Aldrovani. TÉCNICO: Abel Ribeiro.
    AVAÍ: Miguel; Fantick (Adilson), Mano, Jefferson Douglas e Helton; Régis,
          Dirlei (Serginho), Luiz Fernando (Marquinho) e Grizzo; Alex Rossi e Dão.
          TÉCNICO: Cuca.
    JUIZ: Clésio Moreira dos Santos.
    GOLS: Genílson (Fig, 21 min), Dão (Avaí, 35 min), Genílson (Fig,
           37 min).
    PÚBLICO: 23.375
```

- O Figueirense, devido ao melhor desempenho na fase inicial, foi declarado Campeão Catarinense de 1999. Ele e o Avaí foram classificados à Copa do Brasil de 2000.

## Campeão geral
| Campeonato Catarinense de 1999 |
| ------------------------------ |
| Figueirense 10º Título         |